# Iakoba Italeli
Sir Iakoba Taeia Italeli GCMG é um político de Tuvalu atual governador geral de seu país, por indicação do Primeiro-ministro e nomeado Sir pela rainha Elizabeth II. 